# Балканський кубок (збірні)
Балканський кубок — регулярний регіональний футбольний турнір на рівні збірних команд з Балканського півострова. 

## Історія
Перший розіграш був організований в 1929 році між командами Болгарії, Греції, Румунії, Югославії і став відповіддю на схоже змагання для країн Центральної Європи, започатковане двома роками раніше. Протягом дворічного циклу команди провели по два матчі між собою, а переможцем з помітним відривом стала збірна Румунії, що здобула 5 перемог і лише одного разу поступилась. 
Ще до завершення першого розіграшу змагань в кінці вересня на початку жовтня 1931 року в Софії між збірними Болгарії, Югославії і Туреччини був проведений другий турнір, що зазвичай визнається неофіційним.  
Тим не менше, у такому ж форматі з 1932 по 1936 рік були проведені п’ять наступних розіграшів Балканського кубка за участі тих же чотирьох команд, що грали у першому турнірі і без Туреччини. 
Після завершення Другої світової війни в 1946 році турнір був відновлений. Новим учасником стала команда Албанії, яка замінила Грецію. Саме албанці в рідних станах і стали переможцями змагань. 
В 1947 році до змагань долучилась дуже сильна в той час збірна Угорщини, що впевнено здобула перемогу. Через рік новими учасниками чемпіонату стали також збірні Чехословаччини і Польщі. Команди мали зіграти по два матчі між собою, але у підсумку турнір був перерваний. Розрив між Тіто і Сталіном спричинив заборону сателітам грати з Югославією. На той момент учасники встигли зіграли по 3-6 матчів, а загалом 16. Лідером за набраними очками була Угорщина, а за втраченими – Югославія. Розіграші турніру 1947 і 1948 років часто носять назву Балканський і Центральноєвропейський чемпіонат так як його нові учасники не розташовані на території Балканського півострова.
Знову змагання за Балканський кубок було відновлене аж у 1973 році за участі Болгарії, Греції, Румунії, Туреччини і тривало до 1976 року. Останній на даний момент розіграш кубку був проведений у 1977–1980 роках, за участі тих самих чотирьох команд, а також збірної Югославії. У підсумку югослави дістались до фіналу, де поступились румунам. 

## Переможці та призери
| Роки                   | Призери                  | Призери                  | Призери                  | Призери                  | Призери                  | Призери |
| Роки                   | Переможець               | Друге місце              | Третє місце              |                          |                          |         |
| ---------------------- | ------------------------ | ------------------------ | ------------------------ | ------------------------ | ------------------------ | ------- |
| 1929 — 1931 докладніше | Румунія (1)              | Югославія                | Греція                   |                          |                          |         |
| 1931 докладніше        | Болгарія (1)             | Туреччина                | Югославія                |                          |                          |         |
| 1932 докладніше        | Болгарія (2)             | Югославія                | Румунія                  |                          |                          |         |
| 1933 докладніше        | Румунія (2)              | Югославія                | Болгарія                 |                          |                          |         |
| 1934 — 1935 докладніше | Югославія (1)            | Греція                   | Румунія                  |                          |                          |         |
| 1935 докладніше        | Югославія (2)            | Болгарія                 | Греція                   |                          |                          |         |
| 1936 докладніше        | Румунія (3)              | Болгарія                 | Греція                   |                          |                          |         |
| 1946 докладніше        | Албанія (1)              | Югославія                | Румунія                  |                          |                          |         |
| 1947 докладніше        | Угорщина (1)             | Югославія                | Румунія                  |                          |                          |         |
| 1948 докладніше        | Турнір не було завершено | Турнір не було завершено | Турнір не було завершено | Турнір не було завершено | Турнір не було завершено |         |
| 1973 — 1976 докладніше | Болгарія (3)             | Румунія                  | не розігрувалось         |                          |                          |         |
| 1977 — 1980 докладніше | Румунія (4)              | Югославія                | не розігрувалось         |                          |                          |         |

## Найкращі бомбардири
| 1929-1931 | 7 голів | Юліу Бодола Рудольф Ветцер                              | Румунія · Румунія                       |
| 1931      | 3 голи  | Асен Панчев                                             | Болгарія                                |
| 1932      | 5 голів | Александар Живкович                                     | Югославія                               |
| 1933      | 4 голи  | Георге Циолак Штефан Добай                              | Румунія · Румунія                       |
| 1934-1935 | 3 голи  | Александар Тирнанич Александар Томашевич                | Югославія · Югославія                   |
| 1935      | 5 голів | Любомир Ангелов                                         | Болгарія                                |
| 1936      | 4 голи  | Шандор Шварц                                            | Румунія                                 |
| 1946      | 2 голи  | Лоро Борічі Каміль Теліті Ніколає Рейтер Божидар Сандич | Албанія · Албанія · Румунія · Югославія |
| 1947      | 5 голів | Ференц Деак                                             | Угорщина                                |
| 1948      | 8 голів | Ференц Пушкаш                                           | Угорщина                                |
| 1973-1976 | 4 голи  | Джеміл Туран                                            | Туреччина                               |
| 1977-1980 | 6 голів | Ангел Йорденеску                                        | Румунія                                 |

## Титули
| Збірна    | Переможець | Сезон                        |
| --------- | ---------- | ---------------------------- |
| Румунія   | 4          | 1929-31, 1933, 1936, 1977-80 |
| Болгарія  | 3          | 1931, 1932, 1973-76          |
| Югославія | 2          | 1934-35, 1935                |
| Албанія   | 1          | 1946                         |
| Угорщина  | 1          | 1947                         |